# Miguel Díaz-Canel
Miguel Mario Díaz-Canel Bermúdez (phát âm tiếng Tây Ban Nha: [miˈɣel ˈdi.as kaˈnel]; sinh ngày 20 tháng 4 năm 1960) là Chủ tịch nước Cuba đương nhiệm, đồng thời là Bí thư thứ nhất Đảng Cộng sản Cuba. Ông từng là Chủ tịch Hội đồng Nhà nước từ 2018 đến 2019, Phó Chủ tịch Hội đồng Nhà nước (tức Phó Chủ tịch nước Cuba) và Phó Chủ tịch Hội đồng Bộ trưởng (Phó Thủ tướng) từ năm 2013 tới năm 2018. Ông là thành viên Bộ Chính trị Đảng Cộng sản Cuba từ năm 2003, và từng giữ chức Bộ trưởng Bộ Giáo dục Đại học từ năm 2009 tới năm 2012; ông được giữ chức Phó Chủ tịch Hội đồng Bộ trưởng (tức Phó Thủ tướng) vào năm 2012. Một năm sau, vào ngày 24 tháng 2 năm 2013, ông được bầu làm Phó Chủ tịch thứ nhất Hội đồng Nhà nước.
Ông được chọn để thay thế Raúl Castro làm Chủ tịch nước và Thủ tướng ngày 18 tháng 4 năm 2018 và tuyên thệ nhậm chức vào ngày hôm sau, 1 ngày trước sinh nhật lần thứ 58 của ông. Trong khuôn khổ Kỳ họp thứ 4 của Quốc hội Cuba khóa 9, Chủ tịch Cuba Miguel Díaz-Canel tuyên bố khôi phục chức danh Thủ tướng Cuba (tương đương với chức chủ tịch Hội đồng Bộ trưởng) và giới thiệu Manuel Marrero Cruz cho chức danh này. Ông chỉ đảm nhận chức vụ Chủ tịch nước Cuba, điều hành Hội đồng bộ trưởng giao lại cho Thủ tướng Cuba. Ngày 19 tháng 4 năm 2021, ông được chọn làm Bí thư thứ nhất Đảng Cộng sản Cuba trong Đại hội Đảng lần thứ 8, để thay thế Raúl Castro đang về hưu, trở thành nhà lãnh đạo cao cấp nhất của Cuba.

## Tiểu sử và giáo dục
Díaz-Canel sinh ngày 20 tháng 4 năm 1960 tại thành phố Placetas ở Villa Clara, là con của Aída Bermúdez, một giáo viên, và Miguel Díaz-Canel, một công nhân nhà máy ở Santa Clara. Phía nội ông có nguồn gốc trực tiếp từ Tây Ban Nha (Asturias); người cố của ông là Ramón Díaz-Canel đã đến La Habana từ Castropol, Asturias, trong cuối thế kỷ 19.
Ông tốt nghiệp Đại học Trung ương Las Villas năm 1982 với bằng kỹ sư điện tử và sau đó gia nhập Bộ các Lực lượng Vũ trang Cách mạng Cuba. Từ tháng 4 năm 1985, ông giảng dạy tại trường của mình. Năm 1984, ông hoàn thành sứ mệnh quốc tế ở Nicaragua với chức Bí thư thứ nhất Đoàn Thanh niên Cộng sản Cuba tại Villa Clara.

## Sự nghiệp chính trị
Vào năm 1993, Diaz-Canel bắt đầu làm việc trong Đảng Cộng sản Cuba và một năm sau được bầu làm Bí thư thứ nhất Tỉnh ủy Villa Clara. Ông đã tạo được tiếng vang khi còn giữ chức vụ này, với việc đề cao các quyền của người LGBT khi nhiều người trong tỉnh còn có ác cảm với cộng đồng đồng tính. Năm 2003, ông được bầu chức vụ tương tự ở tỉnh Holguín. Cùng năm đó, ông được kết nạp vào Bộ Chính trị Đảng Cộng sản Cuba.
Díaz-Canel giữ cương vị Bộ trưởng Bộ Giáo dục Đại học vào tháng 5 năm 2009, cho tới ngày 22 tháng 3 năm 2012, khi ông trở thành Phó Chủ tịch Hội đồng Bộ trưởng Cuba (tức Phó Thủ tướng). Năm 2013 ông còn giữ chức Phó Chủ tịch thứ nhất Hội đồng Nhà nước Cuba.

### Chủ tịch nước
Với chức vụ Phó Chủ tịch thứ nhất Hội đồng Nhà nước, Díaz-Canel có quyền lực chỉ sau Chủ tịch Hội đồng Nhà nước, Raúl Castro. Năm 2018, Castro, khi đã 86 tuổi, quyết định sẽ thôi giữ chức Chủ tịch, cho dù ông vẫn tiếp tục là Bí thư thứ nhất Đảng Cộng sản Cuba và tổng tư lệnh Lực lượng Vũ trang Cách mạng Cuba. Vào ngày 18 tháng 4 năm 2018, Díaz-Canel được chọn làm ứng viên duy nhất kế nhiệm Castro làm chủ tịch. Ông được Quốc hội bầu làm chủ tịch ngày 19 tháng 4 và nhậm chức vào cùng ngày. Là một chính khách kỹ trị ít được công chúng biết tới trước khi trở thành chủ tịch, ông được dự đoán sẽ theo đuổi các việc cải cách thận trọng đối với các chính sách kinh tế của người tiền nhiệm, đồng thời bảo toàn cơ cấu xã hội của quốc gia. Ông là chủ tịch đầu tiên sinh ra sau cuộc Cách mạng Cuba năm 1959 và là chủ tịch đầu tiên kể từ năm 1976 không phải là thành viên của gia đình nhà Castro.
Ông đón tiếp Tổng thống Venezuela Nicolás Maduro chỉ hai ngày sau khi nhậm chức. Ông gặp Maduro lại vào tháng 5 năm 2018 tại Caracas, trong chuyến công du nước ngoài đầu tiên với tư cách là nguyên thủ quốc gia. Trong chuyến thăm nhiều nước đầu tiên sau khi trở thành Chủ tịch, ông đã viếng thăm tất cả các nước đồng minh của Cuba tại châu Á và châu Âu vào tháng 11 năm 2018. Ông đã có các buổi gặp gỡ ngoại giao tại Nga, CHDCND Triều Tiên, Trung Quốc, Việt Nam, và Lào. Ông cũng đã dừng chân tại Vương quốc Anh và Pháp để gặp gỡ các nghị sĩ Anh và các lãnh đạo Pháp. Vào tháng 3 năm 2019, Díaz-Canel và phu nhân đã đón tiếp Thái tử Charles, Thân vương xứ Wales và phu nhân Camilla, Nữ công tước xứ Cornwall ở La Habana; họ là những thành viên hoàng gia Anh đầu tiên đến thăm đảo quốc này.
Tháng 10 năm 2019, Diaz-Canel trở thành Chủ tịch nước Cộng hòa Cuba, một chức vụ được tái tạo vào tháng 2 năm đó sau một cuộc cải tổ hiến pháp đã được thông qua trong cuộc trưng cầu dân ý. Chức vụ này thay thế chức vụ ông đang giữ từ tháng 4 năm trước, tức Chủ tịch Hội đồng Nhà nước, cũng là nguyên thủ quốc gia Cuba. Chức vụ Chủ tịch Hội đồng Nhà nước vẫn tồn tại, nhưng trở nên ít quan trọng hơn và được Esteban Lazo Hernández đảm nhiệm với tư cách là Chủ tịch Quốc hội của Chính quyền Nhân dân. Các cải cách của Diaz-Canel gồm có: giới hạn chức vụ Chủ tịch xuống còn hai nhiệm kỳ 5 năm, cấm phân biệt đối xử dựa vào tình trạng khuyết tật, giới tính, bản dạng giới, chủng tộc, hay thiên hướng tình dục.

### Bí thư thứ nhất
Tại Đại hội Đảng Cộng sản lần thứ 8 diễn ra ngày 16 đến 19 tháng 4 năm 2021, ông dự kiến sẽ thay thế Raúl Castro trong cương vị Bí thư thứ nhất Đảng Cộng sản Cuba. Vào ngày 19 tháng 4 năm 2021, ông chính thức trở thành Bí thư thứ nhất sau khi Raúl Castro từ chức. Ông là người đầu tiên ngoài anh em Castro giữ vị trí này kể từ cuộc Cách mạng Cuba năm 1959. Theo BBC, Díaz-Canel sẽ trung thành với các tư tưởng của hai anh em Castro. Ông sẽ phải đối đầu với một nền kinh tế đã bị giảm sút 11% từ COVID-19 cũng như chịu ảnh hưởng từ cấm vận của Hoa Kỳ.

## Các chuyến công du

### Phó Chủ tịch nước thứ nhất
| Quốc gia | Khu vực đến | Thời gian                | Chú thích                                                                |
| -------- | ----------- | ------------------------ | ------------------------------------------------------------------------ |
| Nam Phi  | Pretoria    | 16 tháng 3 năm 2015      |                                                                          |
| Angola   | Luanda      | 17 tháng 3 năm 2015      | Kỷ niệm 40 năm độc lập và bắt đầu quan hệ ngoại giao giữ Cuba và Angola. |
| Namibia  | Windhoek    | 20 tháng 3 năm 2015      | Kỷ niệm độc lập lần thứ 25 của Nambibia                                  |
| Angola   | Luanda      | ngày 26 tháng 9 năm 2017 | Tổng thống Angola nhậm chức                                              |

### Chủ tịch nước

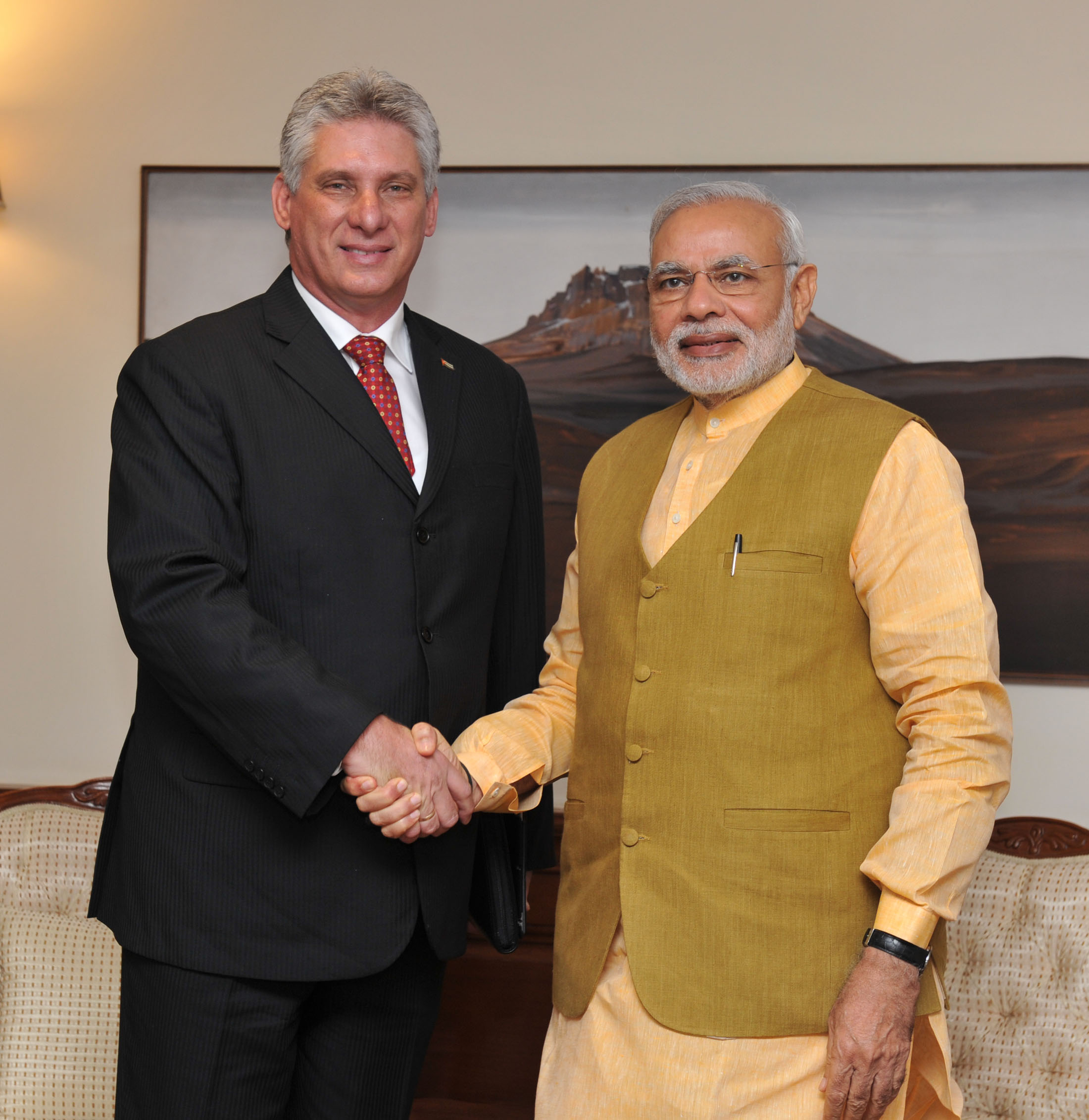
Díaz-Canel và Thủ tướng Ấn Độ Narendra Modi, tại New Delhi vào ngày 23 tháng 3 năm 2015
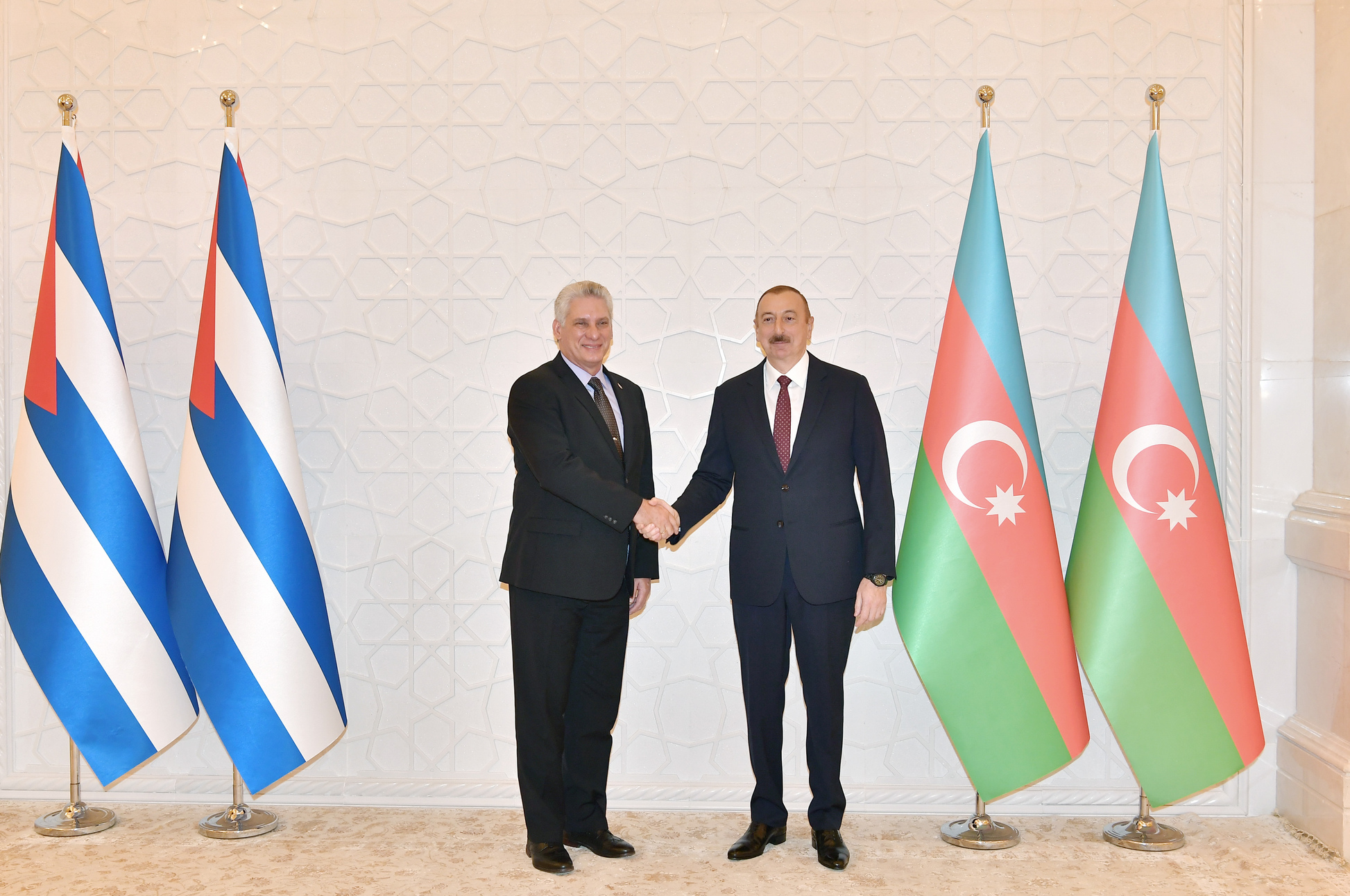
Diaz-Canel và Tổng thống Azerbaijan Ilham Aliyev
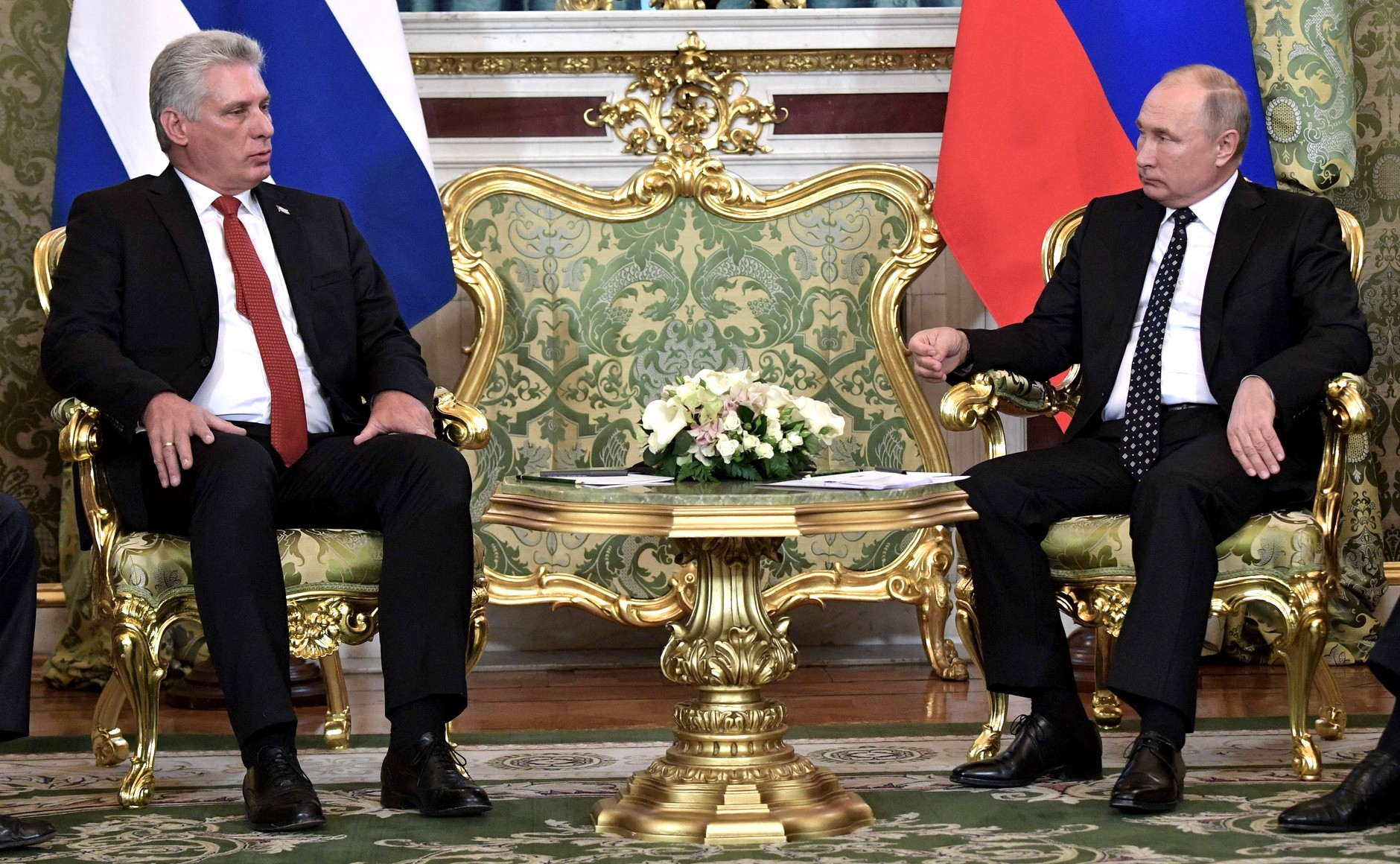
Díaz-Canel và Vladimir Putin tại Điện Kremli, ngày 2 tháng 11 năm 2018
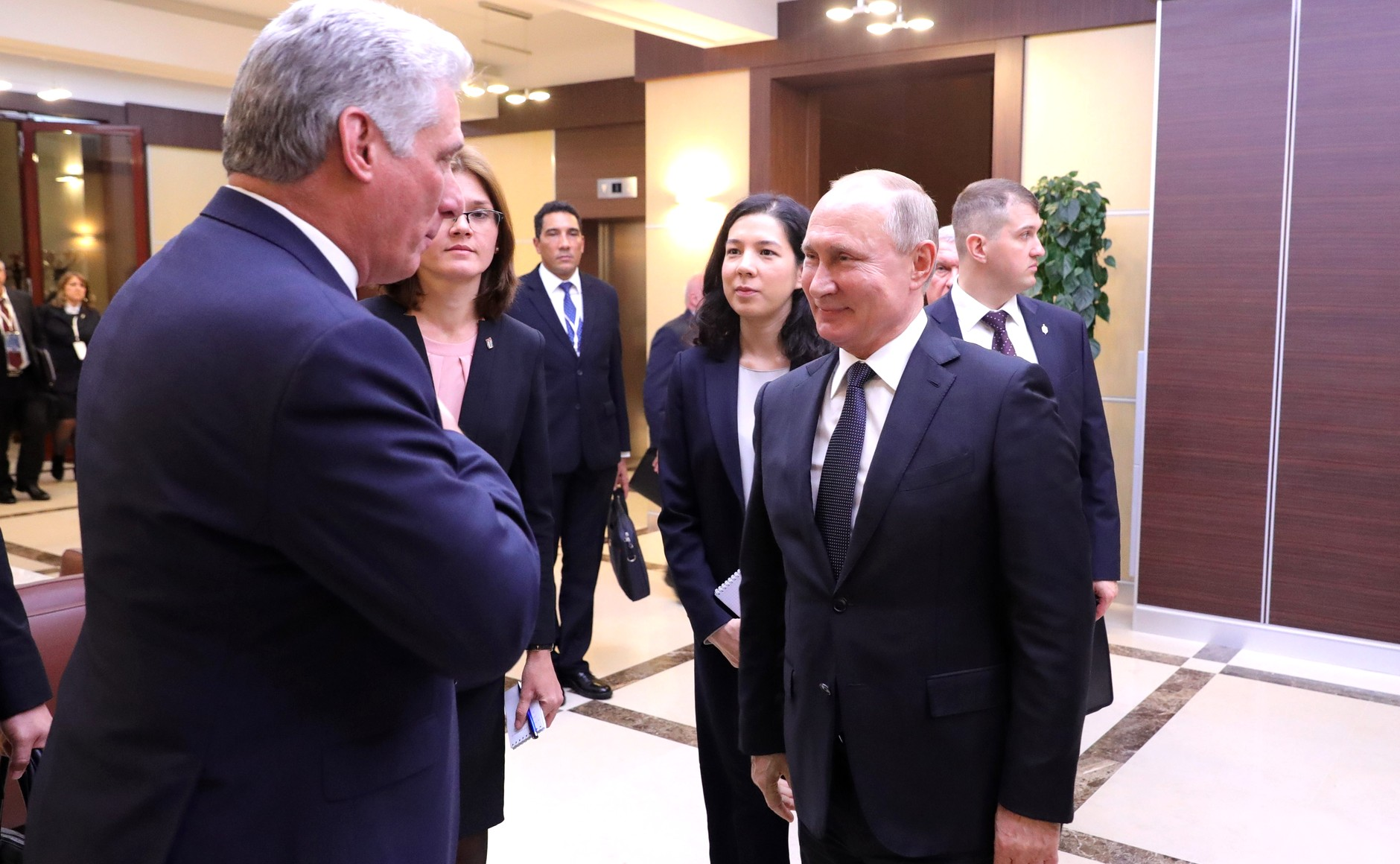
Diaz-Canel và Vladimir Putin tại Novo-Ogaryovo, ngày 29 tháng 10 năm 2019

## Đời sống cá nhân
Diaz-Canel có hai con với người vợ đầu Martha, và ông hiện đang sống với người vợ thứ hai Lis Cuesta.

## Phong tặng
- Huân chương Hồ Chí Minh, do Chủ tịch nước Việt Nam tặng năm 2018.